# Дулеб
Дуле́б — согласно Хронике Яна Длугоша (1455—1480), легендарный князь, эпоним славянского племени дулебов. Упоминается рядом с Радимом и Вяткой, известными по русской летописи «Повести временных лет»:
Были и другие польские князья, а именно Радим и Вятко, один из которых, а именно Радим, обосновался на реке Соже, другой, Вятко, — на реке Оке, дав свои имена землям и народам: от Радима прозвались радимичи (Radziniczanye), от Вятка — вятичи (Wyaticzanye). Те [славяне], которые сели на реке Буг, назвались дулебами (Dulyebyenye) — от князя их Дулеба, после они стали зваться волынянами, а ныне — лучанами. Русские народы, вышедшие от поляков, были разборчивы при женитьбе и заключении браков между родными сёстрами и близкими родственницами, воздерживаясь от сожительства с ними; вследствие такой добропорядочности они снискивали долгую жизнь. А вот дулебы и те, которые произошли от Радима и Вятка, обитали звериным обычаем в лесах, ели всякую нечистоту и, отбросив стыд, сочетались и с родственницами, и с чужими жёнами, которых похищали.
Длугош в целом следовал русской летописи, в которой, однако, нет имени Дулеб. Длугош продолжил эпонимический ряд, который начинался с Леха — эпонима лехитов. В латинском оригинале хронистом неоправданно была изменена и унифицирована морфологическая модель племенных названий: Radziniczanye, а не «радимичи», Wyaticzanye, а не «вятичи», Dulyebyenye, а не «дулебы».
В части о жёнах хронист противоречит себе: в предыдущем фрагменте радимичи и вятичи были назнаны им происходящими от поляков.